# Toplinski grčevi
Grčevi se mogu javiti nakon fizičkih napora pri visokim temperaturama. Sportaši koji su dugotrajno izloženi naporima (maratonci, biciklisti, planinari, jedriličari ...) dobro znaju za mogućnost pojave ovakvih grčeva i za opasnosti koje mogu uzrokovati. Stoga, ako ste se odlučili baviti sportom za vrijeme godišnjeg odmora ili raditi naporne građevinske radove na vikendici - činite to u rano jutro, kada je najsvježije. 
Grčevi nastaju kao posljedica iznojavanja, jer tijelo gubi znatne količine soli. Grčevi obično nastupaju naglo i to često nakon prestanka aktivnosti. Unesrećeni obično padne na tlo sa zgrčenim nogama, jer su najčešće grčevima zahvaćeni listovi nogu, ruke i trbušni mišići. Bolovi zbog ovih grčeva mogu biti tako jako da je potrebno potražiti liječničku pomoć - a mogući su čak i hematomi što zbog pada na pod, a što zbog pretjerane zgrčenosti mišića. 
Pri ovakvim tegobama, koža je obično blijeda i znojna, temperatura tijela je normalna (nije osjetno povišena), a na zgrčenom mišiću se može opipati tvrdo zadebljanje.  
Na prvu pojavu grčeva treba intervenirati - s obzirom na to da grčevi obično dolaze u napadima i mogu se ponavljati satima.
Unesrećenog treba poleći u hladovinu, raskopčati ga i primijeniti masažu na zgrčenom mišiću - a nakon toga obavezno dati zasoljenu vodu. U 1 litri vode treba rastopiti oko 2 grama soli (1 čajnu žlicu) što se treba popiti u sljedećih 30 - 60 minuta. A ako se stanje ne popravi, ponovite postupak s još jednom litrom vode. Kada tijelo nadoknadi manjak soli grčevi će prestati. Ako poteškoće potraju, ili je grčenje osobito jako - kontaktirajte lječnika koji će provesti terapiju za opuštanje mišića i dati infuziju protiv dehidracije.
U ljekarnama se mogu kupiti mineralne tablete koje se koriste za sprječavanje dehidracije - ove tablete bi bilo pametno nabaviti prije godišnjeg odmora, jer ih je uputno koristiti kod svih tegoba koje uzrokuju gubitak minerala: kod grčeva, malaksalosti, te u slučaju znojne vrućice, proljeva ili učestalog povraćanja.
Nezgode s grčevima možete izbjeći ako se pridržavate općih naputaka za život u toplim krajevima: Pijte puno tekućine, jedite mineralima bogatu hranu i odmarajte se za podnevne žege.